# 伽倻駅 (釜山交通公社)
伽倻駅（カヤえき）は、大韓民国釜山広域市釜山鎮区にある釜山交通公社2号線の駅である。駅番号は221。

## 駅構造
相対式ホーム2面2線の地下駅。フルスクリーンタイプのホームドアが設置されている。出入口は4箇所に設けられている。

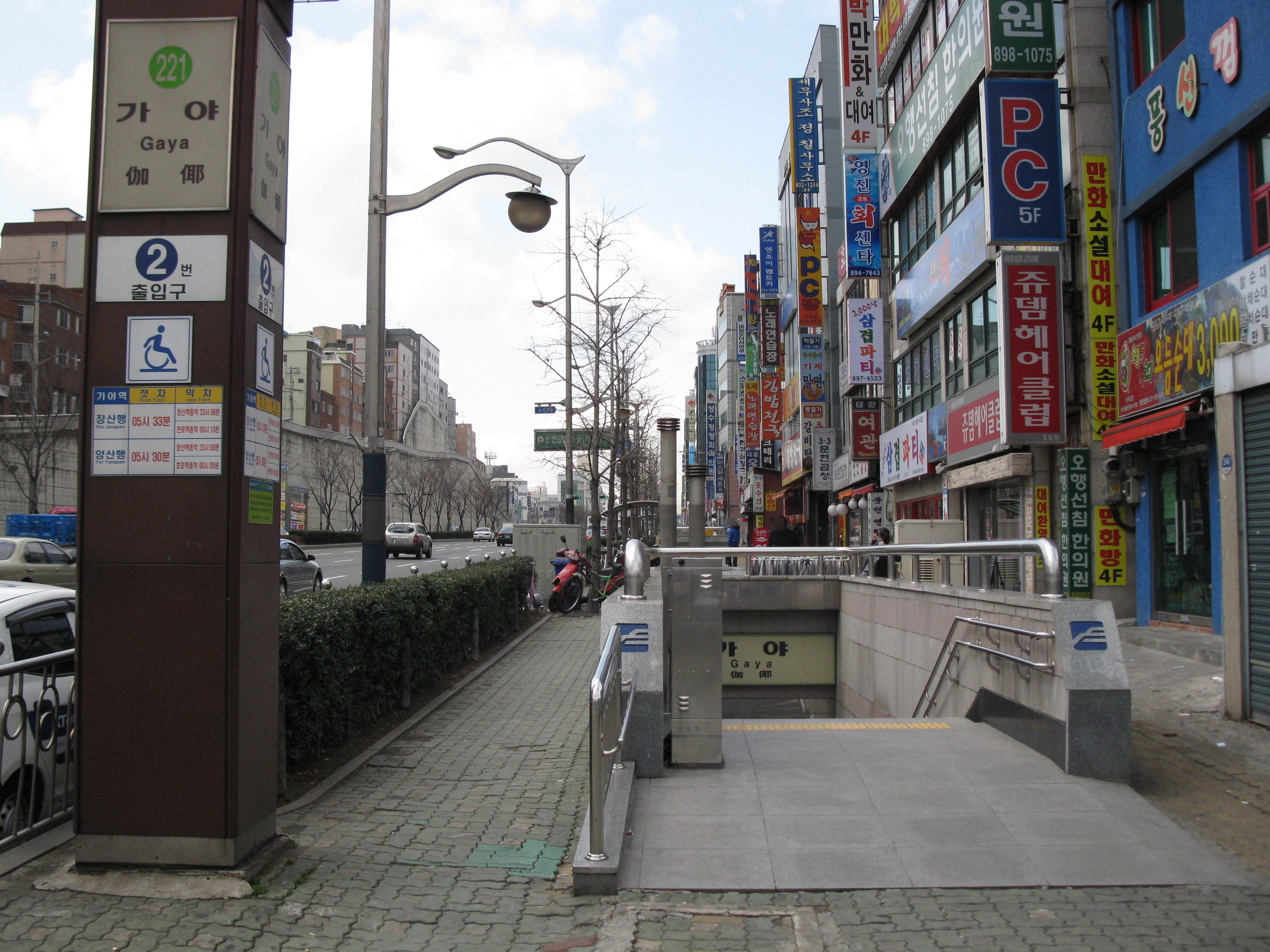
2番出入口（2009年2月）

### のりば
| 上り | 2号線 | 萇山方面 |
| 下り | 2号線 | 梁山方面 |

## 歴史
- 1999年6月30日 - 2号線開通に伴い開業。

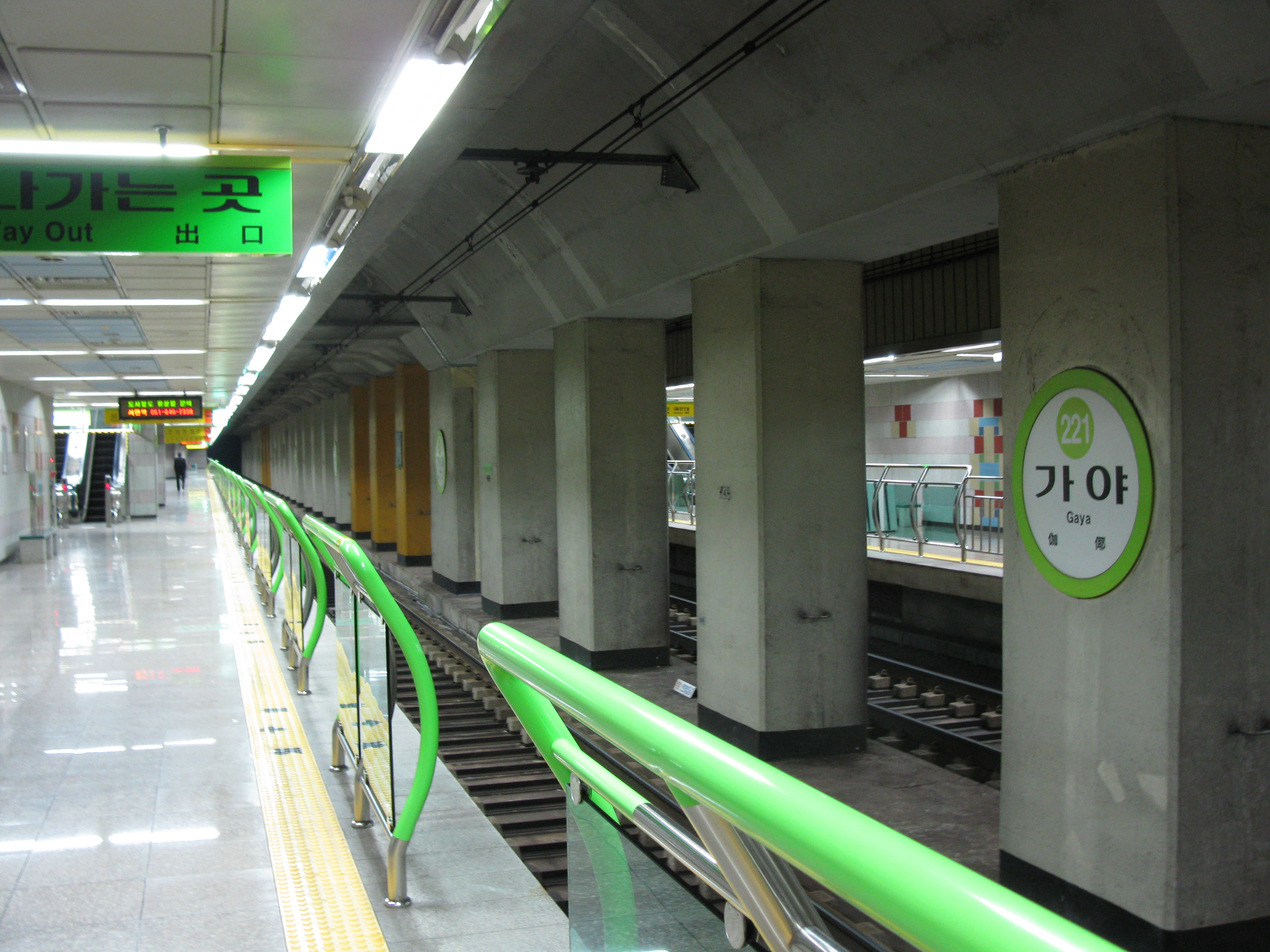
ホームドア設置前（2009年2月）

## 駅周辺
- 韓国鉄道公社伽倻駅 - 500mほど離れており乗換駅ではない。
- 釜山鎮警察署伽倻1治安センター
- 釜山鎮消防署伽倻119安全センター
- 伽南初等学校
- 基督教放送釜山地方局
- 釜山銀行伽倻支店

## 隣の駅
釜山交通公社
 2号線
釜岩駅 (220) - 伽倻駅 (221) - 東義大駅 (222)